# الشقيري
مركز الشقيري هو مركز تابع لمحافظة ضمد في منطقة جازان في المملكة العربية السعودية، يقع على بعد حوالي ( 70 ) كيلو متراً شمال شرق مدينة جازان على المجرى الأوسط لوادي ضمد.

## الموقع
يقع الشقيري في شمال شرق مدينة جازان على ضفاف المجرى الأوسط لوادي ضمد بين خط طول 17.133 وخط عرض 42.817، وتبعد عن مدينة جيزان حوالي 75 كم.
يحد قرية الشقيري من الشمال صبيا - الكدمي ومن الشمال الشرقي العيدابي ومن الجنوب أبو عريش ومن الشرق بلغازي ومن الغرب ضمد.

## المساحة
تقدر مساحة مركز الشقيري حوالي 800 كيلو متر مربع تقريبًا، وهي تُشكّل العديد من القرى التي تصل حوالي 44 قرية أهمها قرى قبائل عبس وأكبرها بديار عبس الجهو، الحمى، المشوف.

## السكان
يبلغ عدد سكان الشقيري حوالي 12 ألف نسمة تقريبًا.

## جغرافيّة وتاريخ مركز الشقيري

### أقسامها التضاريسية

#### السهول
وهي سهول داخلية تقع في الجهات الغربية والجنوبية والشمالية منها ،وتعتبر جزء من سهل تهامة وهي تشمل معظم مساحة المركز ويتكون من الطمي الذي رسبه وادي ضمد ووادي قصي.

#### المرتفعات
وتقع في الأجزاء الشرقية ويغلب عليها الطبيعة الصخرية، حيث تنتشر به التلال والأراضي الصخرية كما هو الحال في جهة المشوف، وتوجد بعض الجهات التي تكسوها الرمال والحصى.

#### المناخ
مناخ مركز الشقيري بوجه عام حار مع رطوبة في فصل الصيف، والأمطار قليلة وهي أمطار موسمية تهب على المرتفعات الجنوبية الغربية من المملكة ، كما تهب رياح السموم المحملة بالأتربة، أمّا في فصل الشتاء فيميل المناخ إلى الاعتدال والأمطار أعلى في نسبتها منها في فصل الصيف.

### تاريخ الشقيري
- تاريخ قبيلة المجايشة (خولان بن عامر) وديارهم وفخوذهم ونسبهم وسبب تسميتهم*
- المعارك *

المعركة الأولى لقبيلة المجايشة
كانوا قبيلة المجايشة في جبال العيدابي ثم شدوا إلى شرق مركز الشقيري إلى جبال الشقيري لكي المعيشة ورعي الحلال، وكانو يسكنون جبال الشقيري الزيود قادمين من اليمن وسكنوا جبال الشقيري مدة، وأتى شيخ القبيلة المجايشة اسمه محمد بن جابر آلّ جابر المجايشي قال للزيود الزيود رائو قبيلة أتت قالو الزيود ماذا تريدون في ديارنا قال الشيخ محمد بن جابر المجايشي نريد نسكن الديار، ورفضوا الزيود فأصبحت معركة بينهم فانتصر الشيخ محمد بن جابر وقومه المجايشة احتفلوا ولعبوا تكثيره وشارقي، إلا فخذ الحسن يسكنون العيدابي ولم يأتون مع محمد بن جابر إلى جبال الشقيري.
- المعركة الثانية

الشيخ محمد بن جابر أصبح شيخ لجبال الشقيري شرق مركز الشقيري أصبحت نقاش بين الحكم السعودي والشيخ محمد بن جابر المجايشي
الحكم السعودي قالوا نريد حكم دياركم رفض الشيخ محمد بن جابر المجايشي وأصبحت معركة بينهم انتصر الحكم السعودي قتل الشيخ محد بن جابر المجايشي وقومه رحمهم الله، فأصبحت قبيلة المجايشة قليل بعد الحرب الحكم السعودي وكانوا كثير جدًا قبيلة المجايشة والآن قليل.
- ديار قبيلة المجايشة خولان*

غرب جبال العيدابي إلى شرق جبال الشقيري وغرب مأرب وغرب صعده
- الفخوذ*

1_ال جابر كان شيخ قبيلة المجايشة والشيخ جبال الشقيري من ال جابر هو محمد بن جابر ال جابر المجايشي
2_ال علي
3_ال فرحان
4_ال حسن
- النسب

نسبتاً لجابر بن محمد بن علي بن زيد بن أسامة بن زيد بن أرطأة بن شراحيل بن مالك بن حجر بن الربيعة بن سعد بن خولان وكل قبائل خولان تنتسب لحمير القحطانية يعود نسب حمير إلى مملكة حمير السبأيه القحطانية.
- سبب تسميتهم

سمهم على الجنود المجيشه بقوتهم.
اللهما قوي دولتنا واحفظ بلدنا.
(تاريخ تهمة الشقيري)
في عام 1002 هـ أبرز الآغا التركي محمد شاووش أمرا يقضي بتطليع زوجة الأمير أحمد بن عيسى القطبي إلى صعده هي وولده عيسى بن أحمد يكونان رهينه عوضا عن زوجها فحملها الشاووش كرها من ابي عريش فما كان من الأمير أحمد بن عيسى القطبي إلا ان اعترض المسير وغزا الأمير القطبي الشاووش وقتلوه واستنقذ المرأة وابنها ولم يطب المقام للامير أحمد القطبي بالحقار يعد قتل الشاوش فنزل إلى بلدة الشقيري وسكن بها خوفا من أذية الباشا.
و في شعبان عام 1012 هـ اشتدت الفتنة من أحمد بن حسين الخواجي أمير صبيا على والي وادي ضمد دريب بن مفيد بن عبد الكريم الخواجي وأهلكهم الأول بالوعيد والتهديد فأجلوا السكان عن أوطانهم إلى المير وخلت بلدة الشقيري من أهلها وأقاموا نحو ستة أشهر ثم عادوا إلى الشقيري.
وفي سنة 1012 هـ توفي في الشقيري الأمير الشهيد الطاهر بن عيسى القطبي.
و في سنة 1046 هـ وقعت مجاعة وادي ضمد ذهب ضحيتها الفان من أهل بلدة الشقيري.
و في سنة 1048 هـ توفي في الشقيري الأديب العلامة مؤلف المؤلفات النافعة المطهر بن علي النعمان.
و في سنة 1058 هـ تم الانتهاء من كتابة «العقيق اليماني في حوادث ووفيات المخلاف السليماني» في هذه البلدة لعبد الله بن علي النعمان وهو أعظم تواريخ المنطقة بل وفي جنوب الجزيرة العربية.
و في سنة 1059 هـ تم الانتهاء من كتابة كتاب «شرح الأزهار في فقه الأئمة الأطهار» للمطهر بن علي النعمان بقلم أخيه عبد الله بن علي النعمان في الشقيري.
و قبل هاتين الفترتين حصلت فتنة بين رعية محمد بن حسين الخواجي وهم المجارشة وبين رعية أشراف الشقيري وهم وادعة عام 1053 هـ وحصل قتال بينهم فأرسل الإمام محطة وجعل بينهم الفقيه علي الجملولي فأصلح بينهم ثم تجددت عام 1054 هـ.
و في سنة 1066 هـ اجتمع في بلدة الشقيري عدة قضاة في تحقيق مسائله وهم الفقيه علي بن قاسم من صبيا ومعه هادي الجماوي ومحمد بن أبي القاسم القبة والفقيه محمد بن إسماعيل والقاضي علي الرضا واتفقوا كافة في الشقيري ومن اليمن القاضي أحمد بن صالح الهبل ومن المخلاف عبد العزيز النعماني ومحمد بن جعفر فأقاموا بالشقيري خمسة أيام ولم يتفقوا على راي ثم عرج الفقيه علي بن قاسم وأهل صبيا وجميع القضاة على مبايعة الإمام.
و خلاصة هذه القضية أن محمد بن الحسين الخواجي قصد إحياء أرض بوادي جازان والتصرف فيها فرفع القاضي محمد بن علي بن جعفر إلى والي جبل رازح وإلى الأمير الحسن بن عزالدين القطبي وإلى القاضي عبد الله بن على النعماني وإلى امام صنعاء وذكر أن هذه الأرض لا يمكن التصرف فيها.
و في سنة 1066 هـ عزم محمد بن عز الدين الخواجي أمير الشقيري على زيارة الإمام المتوكل، مغاضبا لقومه وجماعته الخواجيين فبادر أمير صبيا محمد بن حسين الخواجي بعزله وأقام مقامه مطاعن بن دريب الخواجي، فعلم الإمام المتوكل فجدد ولاية محمد بم عز الدين الخواجي على الشقيري وتوابعها.
و في سنة 1078 هـ توفي القاضي العلامة عبد الله بن علي بن محمد بن حسن النعمان الشقيري مؤلف كتاب «العقيق اليماني».
و في سنة 1079 هـ توفي القاضي عبد العزيز بن محمد النعماني صاحب المؤلفات الجليلة.
في عهد إمارة أحمد بن غالب البركاتي (1101 هـ -1105 هـ) تولّى غالب إمارة المخلاف السليماني في عام 1102 هـ وكان الوضع الإداري والسياسي في المخلاف على الصورة التالية:
1. إمارة أحمد بن غالب من مدينة أبي عريش إلى مدينة حرض
2. إمارة آل القطبي وتشمل بلاد الحرث والمعنق.
3. إمارة صبيا ويتبعها الشقيري وضمد وينوب عليها الأمير محمد بن أبي طالب الخواجي ويتبعها مخلاف بيش.

أحب أحمد بن غالب توسيع إمارته فعمل على زرع بذور الخلاف والشقاق بين جيرانه أهل صبيا وما يتبعها ومن ذلك أنه في ليلة الجمعة سادس شهر رجب عام 1103 هـ قُتل حسن بن مطاعن الخواجي والي قرية الشقيري وضمد قتله بعض بني عمه بسبب اتهامه له بقتل رجل مفسد من القبائل.
ومن حوادث هذه البلدة في هذا العهد:
- في محرم عام 1104 هـ نزل الشقيري حسن بن أحمد المرتضى وعلي بن أحمد العنقاوي والشيخ محمد بن جابر الرزيقي ومعهم جنود يكثر عددهم بعد أن جهزهم أحمد بن غالب لغزو قبيلة المير.
- بعد انتهاء معركة أبي عريش بين أحمد بن غالب وأمير صعده علي بن أحمد المتوكل وهزيمة ابن غالب أخذ بطريقة التشفي والانتقام والبطش بكل من توهم أنه موال لصاحب صعدة وفرض الغرامات وزج بجماعة في السجن منهم الأمير خيرات بن أحمد القطبي وصادر أمواله وسير وزيره سنبل إلى قرية الشقيري وضمد نحجة أنهم تقاعدوا عن مساعدته إبان المعركة وقد عزم على اصطفاء أموال أهل القريتين فرجع له فرض الغرامات التدريجية حتى يأتي على جميع أموالهم، بدون ضجة وكان قد خرج من أهل الشقيري من قريتهم خوفا من ذلك الأمر فاستدرجهم الأمير سنبل من حيث لا يعلمون بكتاب مضمونه: أن ألجأني إليك الذب عنكم والحماية لكم فكيف يليق بكم الفرار منه خوفا من شره وأرسل بذلك رسولا وتلطف لهم الرسول فرجعوا ورفضوا ما كانوا صمموا عليه من الإجلاء فلما مضى عليهم نحو عشرة أيام أقبل يؤديهم بالأموال الجزيلة.
- وفي نفس العام عين أحمد بن غالب البركاتي علي بن حسن واليا على بلدة الشقيري وما يتبعها.
- وفي شهر شعبان 1104 هـ نهض الوزير سنبل من قرية الشقيري غازيا قبيلة النحوس وبني شعبة فعاد سنبل إلى الشقيري يجر أذيال الهزيمة.
- كان الوزير سنبل دائبا على الظلم والتنكيل حيث لبث ببلدة الشقيري نحو ثلاثة أشهر ونصف جاعلا هذا العمل القبيح ديدنه ودأبه غير مراقب لمن ولاه ولا خاف ربه.

و من أفعاله: أنه أغار على قوم من آل عمران وآل حسن أخذوا أنعام فقتل منهم ثلاثة وقتلوا من أصحابه واحدا وقبض منهم رجلا فشنقه ببلدة الشقيري.
- وفي 22 ذي القعدة من نفس العام تعرضت بلدة الشقيري لهجوم قوي من قبيلة بني شعبة فلم يقو الوزير سنبل على الوقوف في وجهها وتحصن في داره بالبلد وفر إلى أحمد بن غالب في قلعة جازان الأعلى، وروى أن بعض أهل الشقيري حكى أنه كان واقفا مع الوزير سنبل في الموضع الذي لاذ به فقال: وددت أن لو دخل العدو على الوزير فقتله ولو آل الحال إلى قتلي ومن هو واقف معهم من جملتهم أنا لشدة ما قد نزل بالمسلمين من جوره وظلمه وبلغ عدد من قتل في هذا اليوم نحوا من سبعة عشر رجلا من أهل الشقيري يضاف إلى ذلك نهب أموال كثيرة جليلة وسلب كثير من النساء والرجال، وخلت القرية من أهلها وهذا هو الجلاء الثاني في عهده أحمد بن غالب ورجعوا إلى قريتهم في شهر ذي الحجة ليلة ثاني عيد النحر.
- وفي عام 1106 هـ اجتمع قوم نحو المئة وقعدوا بأطراف الشقيري فأخذوا الأنعام وقتلوا الرعاة.

إضافة: بعد غزوة بني شعبة على الشقيري مفتخرا بهذا النصر مبالغاً:

#### عهد إمارة آل خيرات
في سنة 1085 هـ توفي أمير المخلاف السليماني محمد بن أحمد الخيراتي فخلفه ابنه أحمد بن محمد وكان جنده من قبيلة يام مما اضطره عندما علم بجودة زراعة ضمد أن يتوجه في تلك السنة إليه مع حاشيته وجنده يقول مؤلف «خلاصة العسجد»: فحصل على أهل وادي ضمد من المشاق ما يضيق بتسويده الأوراق وظل الجند ينهبون المساكن على مرأى منه وكانت مؤؤنته وكفاية جنده من أهل بلدتي ضمد والشقيري.
وفي سنة 1178 هـ في عهد والد السابق الأمير محمد بن أحمد آل خيرات اسند عمالة وادي ضمد إلى ابنه علي بن محمد بن أحمد الخيراتي الحسني، فسكن قرية الشقيري وعمر بها حصناً وأحيا أرضاً واسعة إلى جانب الوادي في الضفة الجنوبية.
قلت والله أعلم: لعل هذا الحصن هو ما يعرف بـ (حصن عينا) الذي يقع في الناحية الشرقية من البلدة وقد اندثر ولم يبق منه سوى بعض الأحجار.

#### عهد إمارة حمود بن محمد
في عهد حمود بن محمد الخيراتي ظل المخلاف مسرحاً مراحاً للغارات السعودية عام 1225 هـ وجرى بين حمود وقواد جيوش الدولة السعودية الأولى وقائع ومعارك يطول شرحها.
وتعرضت الشقيري لحملة قاسية إليك ملخصها:
في سنة 1225 هـ تقدمت قوات للمخلاف منها قوة بقيادة بن محمد الرفيدي العسيري، ووصلت إلى بلدة الشقيري واستباحتها عن بكرة أبيها على غرة أهلها وقتلت جماعة من علماء وفقهاء آل النعمان الذين كانوا يدرسون العلم في الجامع الكبير بالبلدة وقتلت منهم 18 عالماً من علماء الشريعة.

#### عهد الحسن بن علي
ليست هناك حوادث في هذا العهد ما عدا حادثة محلية واحدة وهي أنه في عام 1264 هـ أراد أهل قرية ضمد من الأشراف الحوازمة وغيرهم عمارة عقم – وهو السد – الأرض المسماة بلد الشام في غرب الشقيري فوقعت منافرة بينهم وبين أهل الشقيري في صدد العقم، وكان ذلك فاتحة الشر، فأعقب ذلك الترامي بالبنادق وزهقت الأرواح في ذلك اليوم ودامت هذه الفتنة قرابة سنتين وانتهكت فيها المحارم وقتل من الجانبين نحو العشرين شخصا.

#### عهد الحسن الإدريسي
في عهد الحسن بن محمد بن علي الإدريسي (1326 هـ – 1345 هـ) ازداد الوضع الأمني سوءاً فجرت الحادثة التالية: استشرى قطاع السبل من موالي وأهل الجهو، وتفاهم شخصهم محمد بن أحمد شولان مع الحسن الإدريسي في أمرهم فطلب الحسن من المندوب السعودي صالح بن عبد الواحد المعونة في القبض عليهم، فأرسل له عشرة آلاف من الخيالة باغتت المجرمين في قريتهم مع طلوع الشمس، وساقوهم وسلموهم للحسن الإدريسي الذي حكّم الشرع في أمرهم فحكمت المحكمة شرعاً بما يوجب قطع أيديهم فنفذ فيهم، لعل هؤلاء من قبيلة عبس المنتشرة في الشقيري والجهو والحمى.
في رجب عام 1351 هـ: أباح الحسن الإدريسي للناس مهاجمة صبيا، ونهب أموال باصهي، والقبض عليه وغنيمة جميع ما في صبيا، فاستعان الحسن الإدريسي بغوغاء وموالي قبيلة عبس في الشقيري والجهو فتدفقوا إلى صبيا في 24 / 07 / 1351 هـ فنهبوا كل محتوياتها في دقائق معدودة حتى تركوها قاعاً صفصفا وخرج باصهي إلى قرية العدايا.
وقائع معاصرة:
في عام 1383 هـ هطلت أمطار على الجبال البعيدة فسالت الأودية والشعاب البعيدة فكان هناك تصريف كبير لها وخطير ذلك العام، سمي ذلك بـ «سيل الثلاثاء» أو «سيل البراميل» وقد أحدث خسائر فادحة من جرف للتربة الزراعية والمساكن وقتل للحيوانات وترويع للسكان بل وإزهاق أرواح البعض.
وفي نفس العام، يوم جمعة وقعت حادثة اشتعال نار عظيمة في مزاوم لحسن داود شولان، المجاور لهادي بخشة وحسين خواجي ومحمد أبو علاّ وكان ذلك في فصل الصيف في موسم حصاد، فأتت على الأخضر واليابس من القرية ما عدا حي السوق القديم، فاحترقت الدواب والمنازل ولم يسلم سوى ماحملوه من ملابس كانوا يرتدونها.

### الآثار والمعالم التاريخية
- الجامع القديم ذو القباب الخمس، وهو مبني من الحجارة وعمره أكثر من 350 سنة (أزيل حالياً وأنشئ مكانه جامع على الطراز المعماري الحديث).
- مقبرة الفقهاء آل النعمان التي تضم أشهر أعلام المخلاق السليماني في الأدب والتاريخ والفقه.
- آثار لقلعة تاريخية في شرق البلدة تسمى قلعة «عنا»، وقد أنشأها أحد أشراف آل خيرات في القرن الثاني عشر الهجري ولم يتبق من معالمها حليً سوى الأحجار المنتشرة.
- قصر الشريف، الذي أنشئ سنة 1252 هـ في عهد حسين بن علي المدير، وقد تهدم الكثير منه.
- يوجد في الحمى (قصر الشريف) ويسمى المدير وقد أنشئ في عام 1252 هـ في عهد حسين بن علي المدير وعمره تقريبا 170 سنة وقد تهدمت بعض أجزائه وعمره تقريبا 170 سنة وقد تهدمت بعض أجزائه ولم تبقى منه سوى بعض المعالم الشاهدة على ثراء المنطقة تاريخيا وأثريا.
- قصر حمود أبو مسمار في بلدة محبوبة الواقعة جنوب شرق الشقيري وهو يقارب في عمره عمر القصر في بلدة الحمى.
- وتوجد بعض بعض الكتابات والنقوش الحميرية في بلدة الجروع على بعض الصخور.

## النهضة الاقتصادية والعمرانية
يتبع الشقيري مايزيد عن 35 قرية من القرى الصغيرة ومنها:
| - قرية القائم - قرية الجهو - قرية الحمى - قرية محبوبة - قرية ردش - قرية بلاج (وهو جبل يقع خلف قرية القائم يمر منه وادي ضمد) | - قرية الخزان - قرية الحصن - قرية الحرجة - قرية المشوف - قرية خميعة - مختارة وهي منطقة زراعية كبيرة جداً تقع على يمين طريق القائم |

### المؤسسات الحكومية
ينعم مركز الشقيري بفضل الله ورحمته برغد من العيش وتوفر النعم وكثرتها ويتفيئون ظلال أمن واستقرار عام وقد توفرت وسائل الرفاهية والتقدم بجميع أنواعه وتعدد أشكاله وأتيحت فرص التعليم وسبل التقدم والثقافة والرفاهية.
- مركز الشقيري: الذي تأسس عام 1370 هـ وقد ترأس المركز من ذلك التاريخ كل من:

1. حمد القصيبي
2. متعب بن قويد الدوسري
3. صالح سليمان العيد
4. متعب القحطاني
5. عبد الرحمن آل حسين
6. فهد أبو محاسن
7. فهد الدحيم
8. نوح ضيف الله الغويري
9. مشعان بن مشعي السبيعي
10. حاليا تحت إدارة الأستاذ: حسن محمد الحكمي.

- مركز شرطة الشقيري تأسس عام 1402 هـ.
- وحدة سجن الشقيري أسس عام 1406 هـ.
- مركز الأمر بالمعروف والنهي عن المنكر أسس عام 1393 هـ.
- مكتب هينة الإغاثة الإسلامية.
- مكتب البريد.
- مراكز الرعاية الأولية في الشقيري والحمى والجهو والمشوف.
- مشاريع المياه التابعة لوزارة الزراعة والمياه في كل من الشقيري والجهو والحمى.
- نادي الشقيري الاجتماعي الذي تأسس عام 1426 هـ.
- روضة أطفال أسست عام 1428 هـ.
- حلقات مركز الشقيري وعددها خمس حلقات ودار للفتاة التابعة لمكتب حلقات تحفيظ القرآن الكريم بضمد.

### النهضة العمرانية
كان لبلدة الشقيري نصيب وافر في مجال العمران وقد استفاد كثير من السكان من صندوق التنمية العقارية والقروض التي يقدمها وأصبحت البلدة بها الفلل السكنية واختفت تلك المساكن القديمة التي كانت مبنية من الخشب والقش (العشش) وامتدت مساحة القرية وأصبحت واسعة بعد أن كانت محدودة المساحة.

### المواصلات
ترتبط بلدة الشقيري بشبكة من الطرق الإسفلتية التي تربطها بالقرى المجاورة، بالإضافة للشبكة الداخلية وأصبح سكان البلدة يملكون السيارات الفارهة والموديلات الحديثة.

### الاتصالات
ارتبطت بلدة الشقيري بشبكة من الاتصالات الحديثة الهاتفية عن طريق الميكروويف وأضحت البلدة تتحدث وتتصل بمدن المملكة ومدن العالم أجمع، وقد أدخلت هذه الخدمة في عام 1425 هـ.

### الكهرباء
عمت الكهرباء جميع البيوت ولله الحمد منذ فترة طويلة تزيد عن 25 سنة من الآن تقريباً عام 1397 هـ بعد أن كان الناس يعانون الأمرين من الحر والغبرة والأمراض المتعلقة بفساد الأطعمة.

### المياه
دخلت المياه الحكومية منذ عام 1395 هـ وحفرت الآبار الارتوازية وارتبطت بشبكة واسعة في البلدة وخزّان ضخم للمياه وأصبحت الصنابير في كل بيت، وما زالت بعض الآبار القديمة مستخدمة مثل البئر المطاعنية والخردلية يُستفاد منها لمن جاورها من المساكن.

### النهضة الزراعية
هي عنوان البلدة وأهم خصائصها ومميزاتها، وقد استفاد بعض المزارعين من القروض الزراعية التي تُقدمها الدولة فحولوا مزارعهم إلى جنات خضراء، صحيح أنّ الجهة الشمالية للبلدة قد انحسرت أراضيها الخضراء وعادت أراض بيضاء بعد بناء العقم، لكن يتم الآن تحويلها إلى أراضي سكنية، أمّا الأراضي جنوب القرية ما زالت تنبض بالخيرات فتزرع العديد من المحاصيل أهمها:
الذرة الرفيعة.
الفجل،
الملوخية،
الطماطم،
الفلفل،
البامية،
الجرجير،
الدجر (اللوبياء)
العنبرود (البابايا)،
السفرجل،
الموز،
وكذلك النباتات العطرية.

## وصلات خارجية
- موقع «جازان أونلاين» ـ فهرس القرى